# Béla Bay
Béla Bay (Seini, 8 febbraio 1907 – Budapest, 26 luglio 1999) è stato uno schermidore ungherese, vincitore di una medaglia di bronzo ai Campionati Internazionali di scherma.